# Администрация долины Теннесси
Администрация долины реки Теннесси (иногда Управление ресурсов бассейна Теннесси; англ. Tennessee Valley Authority, TVA или АДТ) — американская федеральная корпорация, созданная как часть Нового курса Франклина Рузвельта — в соответствии с законом, принятым Конгрессом США 18 мая 1933 года; формальной целью создания корпорации было обеспечение навигации, борьба с наводнениями, производство электроэнергии и удобрений, а также — экономическое развитие региона «долина реки Теннесси» (как особо пострадавшего от Великой депрессии). Таким образом, помимо поставок гидроэлектроэнергии, компания должна была выполнять роль «регионального агентства экономического развития». Сенатор от Небраски Джордж Норрис являлся одним из ключевых организаторов проекта.
Зона обслуживания TVA охватывает большую часть самого штата Теннесси, значительные части штатов Алабама, Миссисипи и Кентукки, а также — небольшие фрагменты штатов Джорджия, Северная Каролина и Вирджиния. АДТ являлась первым крупным региональным плановым агентством федерального правительства США — и остается крупнейшим в XXI веке; агентство стало моделью для последующих усилий правительства по содействию модернизации аграрных сообществ — как в США, так в развивающихся странах.